# 아마치 슌이치
아마치 슌이치(일본어: 天知 俊一, 1903년 12월 30일 ~ 1976년 3월 12일)는 일본의 전 프로 야구 지도자 및 야구 평론가이다.

## 인물
학생 시절 처음에는 구제 고요 중학교에 진학해 2년 뒤에 졸업한 후 구제 고교쿠샤 중학교로 전학을 갔다. 고교쿠샤 중학교에서 3년을 보낸 뒤 졸업해 구제 메이지 대학 예과에 진학하려 했다. 하지만 중학 3년 졸업생은 입학 자격이 없다는 이유로 구제 시모노 중학교(현재의 사쿠신가쿠인 고등학교)에 다시 진학하여 4년을 다닌 끝에 졸업한 뒤 결국 메이지 대학에 진학하는 등 파란만장한 학창 시절을 보냈다. 대학 시절에는 포수로 유아사 요시오(후에 마이니치 오리온스 감독)과 배터리를 짰다. 또한 대학 야구 심판을 충원시킬 필요성을 느끼고 있던 1년 선배 니데가와 노부아키에게서 규칙의 퀴즈를 매일 10문제씩 숙제로 내주어 연습 전까지 해결하는 훈련으로 규칙을 숙지하게 되었다.
1929년에 도쿄 6대학 야구 연맹의 심판을 맡았다가 1931년에 사직해 그 후 호치 신문에서 신문 기자로 활동하는 한편 고시엔 대회 등 아마추어 야구 심판에 종사했다. 1939년 하계 고시엔 대회에서는 가이소 중학교의 시마 세이이치가 2경기 연속 노히트 노런을 달성했던 결승전의 주심을 맡았다. 나중에 시마가 메이지 대학에 진학하면서 이즈미의 메이지 합숙소 근처에 살고 있던 아마치는 시마와 친분을 맺었고 시마도 ‘아맛 상’(あまっさん)이라고 불렀다고 한다.
위와 같이 주니치의 감독 취임 이전에는 주로 아마추어 야구 심판을 역임했는데 1942년 문부성의 주최로 개최된 전국 중등 학교 야구 대회에서 헤이안 중학교(현재의 류고쿠 대학 부속 헤이안 고등학교)와 도쿠시마 상업학교와의 결승전 주심을 맡기도 했다.
이후 구제 데이쿄 상업학교(현재의 데이쿄 대학 고등학교)의 야구부 감독으로 취임했다. 이 때의 제자로는 스기시타 시게루가 있다. 스기시타가 메이지 대학에 진학한 후에도 개인적으로 지도했고 이 때 1922년에 방일했던 미국 야구단에서 배웠던 포크볼을 전수했다.
1949년에 주니치 드래곤스의 감독으로 취임하여 1952년에 실권이 없는 총감독으로 물러났지만 1954년에 다시 감독으로 복귀해 팀을 센트럴 리그 우승과 일본 시리즈 우승으로 이끌었다. 일본 시리즈 우승이 정해진 후에 아마치는 끝내 눈물을 흘렸고 선수들로부터 헹가래를 받을 당시에도 눈물을 닦고 있었다. 또한 선수들도 ‘인정파 감독’의 일본 시리즈 우승에 감격해 대부분의 선수들이 눈물을 흘렸다. 그 뒤 1955년 구단 부대표에 취임하는 형태로 감독직을 이임했다. 프로 선수로 뛴 경험이 없는 감독의 구단이 일본 시리즈에서 우승한 유일한 사례이며 일본 시리즈 우승 직후 감독을 퇴임한 것은 일본 프로 야구에서 유일하다.
1957년에 주니치 감독으로 복귀했으나 이듬해 1958년을 끝으로 퇴임했고 1959년부터 1960년까지는 수석 코치를 맡았다. 이후 야구 평론가로 활동했다.
1970년에는 야구 명예의 전당에 헌액되었으며 1976년 3월 12일에 사망했다(향년 72세).

## 상세 정보

### 출신 학교
- 구제 시모노 중학교(현재의 사쿠신가쿠인 고등학교)
- 구제 메이지 대학

### 지도자·기타 경력
- 데이쿄 상업학교 감독(현재의 데이쿄 대학 고등학교)
- 주니치 드래곤스·나고야 드래곤스·주니치 드래곤스 감독(1949년 ~ 1951년, 1954년, 1957년 ~ 1958년)
- 주니치 드래곤스 수석 코치(1959년 ~ 1960년)

### 수상 경력
- 일본 야구 명예의 전당 헌액자(1970년)

### 등번호
- 30(1949년 ~ 1951년, 1954년, 1957년 ~ 1958년)
- 60(1959년 ~ 1960년)

### 감독으로서의 팀 성적
| 연도   | 소속   | 순위 | 경기 | 승리 | 패전 | 무승부 | 승률 |
| ------ | ------ | ---- | ---- | ---- | ---- | ------ | ---- |
| 1949년 | 주니치 | 5위  | 137  | 66   | 68   | 3      | .493 |
| 1950년 | 주니치 | 2위  | 137  | 89   | 44   | 4      | .669 |
| 1951년 | 나고야 | 2위  | 113  | 62   | 48   | 3      | .564 |
| 1954년 | 주니치 | 1위  | 130  | 86   | 40   | 4      | .683 |
| 1957년 | 주니치 | 3위  | 130  | 70   | 57   | 3      | .550 |
| 1958년 | 주니치 | 3위  | 130  | 66   | 59   | 5      | .527 |
| 통산   | 통산   | 통산 | 777  | 439  | 316  | 22     | .581 |

- 순위에서 굵은 글씨는 일본 시리즈 우승.